# Ilha Alofi
Alofi é uma ilha vulcânica no arquipélago das ilhas Horn, um dos dois arquipélagos da coletividade ultramarina francesa de Wallis e Futuna no Pacífico Sul.  Situa-se na Polinésia ocidental, a nordeste das Fiji, a noroeste de Tonga e a oeste da Samoa, formando com Futuna as ilhas Horn. Em 2008 tinha apenas 1 residente, na localidade de Alofitai.
É visitada regularmente pelos residentes na ilha de Futuna.